# 25-я армия (вермахт)
25-я армия (нем. 25. Armee) — создана 10 ноября 1944 года.

## История армии
Сформирована 10 ноября 1944 года в Нидерландах. С апреля 1945 года официально именовалась как «Крепость Голландия» (Festung Holland). 5 мая 1945 года сдалась британским войскам.

## Состав армии
С января 1945:
- 88-й армейский корпус
  - 2-я парашютная дивизия (неполного состава)
  - 331-я пехотная дивизия (штаб)
- 30-й армейский корпус (запасной)
  - 346-я пехотная дивизия (боевая группа)

## Командующие армией
- с 10 ноября 1944 — генерал авиации Фридрих Христиансен
- с 29 января 1945 — генерал пехоты Гюнтер Блюментритт
- с 30 марта 1945 — генерал пехоты Филипп Клеффель

## Начальники штаба
- с ноября 1944 по май 1945 —  генерал-лейтенант Пауль Райхельт